# Watchmen: Az őrzők (filmzene)
A Watchmen: Az őrzők filmzenealbum (Watchmen: Original Motion Picture Score) Tyler Bates 2009-ben megjelent albuma, ami a Watchmen: Az őrzők című filmben hallható zenéket tartalmazza.

## Számok listája
1. Rescue Mission  	2:14
2. Don't Get Too Misty Eyed  	1:37
3. Tonight the Comedian Died  	2:44
4. Silk Spectre  	1:01
5. We'll Live Longer  	0:57
6. You Quit!  	0:39
7. Only Two Names Remain  	1:43
8. The American Dream  	1:57
9. Edward Blake - The Comedian  	2:42
10. The Last Laugh  	0:58
11. Prison Fight  	1:45
12. Just Look Around You  	5:52
13. Dan's Apocalyptic Dream  	1:18
14. Who Murdered Hollis Mason?  	0:56
15. What About Janey Slater?  	1:35
16. I'll Tell You About Rorschach  	4:10
17. Countdown  	2:47
18. It Was Me  	1:26
19. All That Is Good  	4:59
20. Requiem (Átdolgozás Mozart "Requiem"-ből)	0:55
21. I Love You, Mom  	2:41